# Вулиця Набережна (Черкаси)
Вулиця На́бережна — одна з вулиць у місті Черкаси. Знаходиться у мікрорайоні Дахнівка.

## Розташування
Вулиця простягається уздовж правого берега річки Бігуча і складається з двох частин. Перша ділянка довжиною 2360 метрів починається від вулиці Поліської до парку-садиби-музею «Райський куточок». Друга ділянка, яка знаходиться від першої на відстані 580 метрів, довжиною 1040 метрів починається від вулиці Дахнівська Січ до вулиці Сержанта Волкова.

## Опис
Вулиця неширока та неасфальтована, забудована приватними будинками, які майже на всьому протязі розташовані по правому боці, так як по лівій стороні протікає річка Бігуча.

## Історія
Вулиця називається так, тому що проходить по правому березі річки Бігуча.